# Peace Ship
Peace Ship var ett vedertaget namn för atlantångaren S/S Oscar II. som chartrades av industrimannen Henry Ford 1915 för att skicka en fredsdelegation till det krigförande Europa. Ford chartrade Oscar II och bjöd in kända pacifister att resa med honom till Europa för att mäkla fred. Han hoppades skapa publicitet och kunna påverka de stridande nationerna. Men pressen gjorde narr av projektet och kallade Peace ship för Ship of fools. När fartyget närmade sig Europa utbröt influensa ombord. Fyra dagar efter ankomsten till Kristiania (Oslo), lämnade en sjuk Ford Fredsskeppet och reste hem med en annan atlantångare.

## Bakgrund
Våren 1915 sammankallade IKFF, Internationella kvinnoförbundet för fred och frihet till en konferens  i Haag för att försöka förmå de krigförande länderna att ingå vapenstillestånd. Rosika Schwimmer talade i Stockholm under rubriken ”Kvinnorna och kriget” den 21 april och tolv svenska kvinnor reste till Haag. 1200 kvinnor från neutrala och krigförande länder hade samlats. Efter konferensen reste två grupper till statsöverhuvuden i 14 huvudstäder för att förmå dem att stoppa kriget. Men ingen ville vara först. Rosika Schwimmer och Jane Addams reste till USA som fortfarande var neutralt.

## Henry Ford
När Första världskriget bröt ut förklarade industrimannen Henry Ford att han var emot kriget och att han stödde Women’s Peace Party i att ordna en fredskonferens i Nederländerna. 

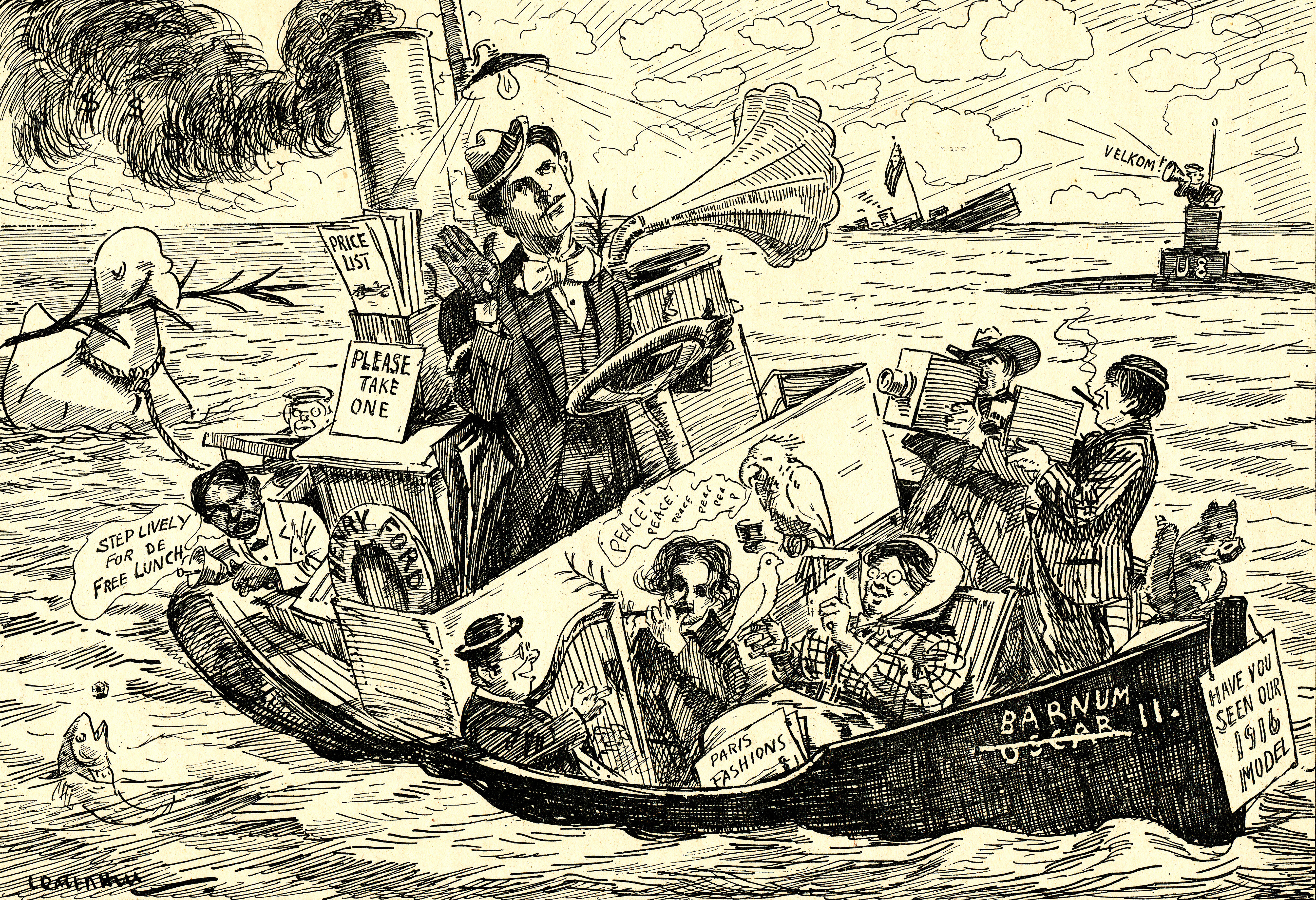
Punch 15 december 1915

Sommaren 1915 blev han uppvaktad av Jane Addams, Rosika Schwimmer och journalisten Louis P. Lochner. Schwimmer föreslog en fredsresa till neutrala länder i Europa och att anordna en medlingskonferens med de krigförande parterna. Ford accepterade idén och chartrade atlantångaren S/S Oscar II. Den 4 december 1915 gick Ford och ett 50-tal amerikanska pacifister ombord på fartyget (som nu kallades Peace Ship) i Hoboken New Jersey mitt emot Manhattan och gick till sjöss. Amerikansk och engelsk press förlöjligade resan och fartyget beskrevs som Ship of Fools (Dårarnas fartyg). Vid ankomsten till Kristiania (nuvarande Oslo)) den 18 december var fartyget inte välkommet, Ford blev sjuk och reste hem på ett annat fartyg.

## Konferens i Stockholm
De ledande pacifisterna på Fredsskeppet gav inte upp utan reste till Stockholm för att arrangera The Neutral Conference for Continuous Mediation. Konferensen ägde rum på Grand Hotell och startade den 10 februari 1916 med delegater från USA, Norge, Danmark, Holland, Schweiz och Sverige. Schwimmer, med mandat från Ford, ledde konferensen och målet var att de neutrala länderna skulle erbjuda medling så att kriget kunde få ett fredligt slut. Den 18 maj publicerades ett manifest som uppmanade de krigförande parterna att delta i en fredskonferens. Men även detta blev ett misslyckande.